# 고레나가 치사토
고레나가 치사토(是永 千恵. これなが ちさと. 1995년 2월 20일 ~ 일본 가가와현)은 일본의 언론인이자 NHK 소속의 여성 아나운서이다.

## 생애
고레나가 치사토(是永 千恵)는 1995년 2월 20일 일본 가가와현 아야우타군 아야가와정 출신으로 다카마쓰제일고등학교를 졸업하고 호세이 대학 사회학부를 졸업했다.

## 입사
2017년 NHK 입사를 했다. 입사동기로는 호리 나호코, 모리타 마리에, 야마우치 이즈미 아나운서이다. 그녀는 첫 발령지인 NHK 돗토리 방송국에서 아나운서써 시작을 했다. 2017년 6월부터 2021년 3월까지 있었다가 2021년 4월 조직 개편에 따라 NHK 삿포로 방송국으로 옮기면서
지금까지도 활동하고 있다.

## 에피소드
- 2016년 9월 호세이 대학 '졸업학위기 교부식' 사회를 맡은 경험이 있다.
- 첫 부임지 NHK 돗토리 방송국. 2021년 4월의 인사이동으로 NHK 삿포로 방송국으로 이동했다.
- 그녀는 고등학교 시절 육상부에서 단거리 선수였다.

## 링크 사이트
- NHK 아나운서실·고레나가 치사토
- NHK 삿포로 방송국 아나운서·고레나가 치사토 보관됨 2022-03-02 - 웨이백 머신